# 恰爾德蘭

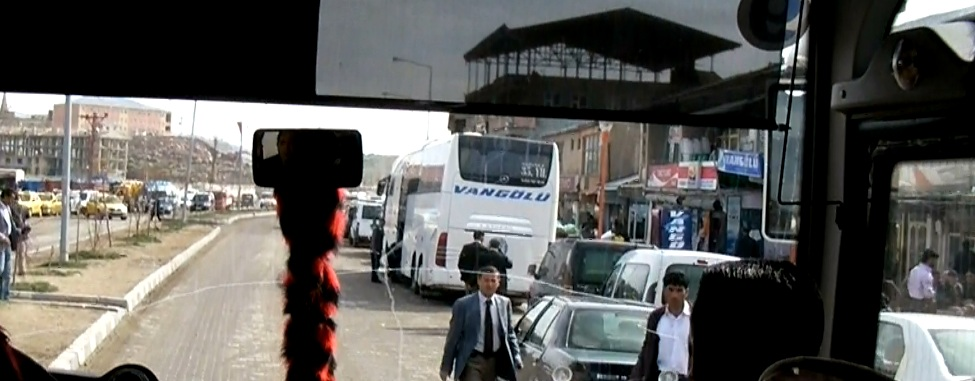

恰爾德蘭是土耳其的城鎮，位於該國東部，由凡城省負責管轄，毗鄰與伊朗接壤的邊境，面積1,742平方公里，海拔高度2,050米，主要經濟活動有畜牧業，2011年人口15,198。